# HD 3283
HD 3283，又名BD+59 84，SAO 11291、HR 146，是一颗恒星，视星等为5.79，位于銀經121.08，銀緯-2.49，其B1900.0坐标为赤經0h 30m 46s，赤緯+59° -2.49′ 32″。